# Colotis gaudens
Colotis gaudens is een vlinder uit de familie van de witjes (Pieridae). De wetenschappelijke naam van de soort is voor het eerst geldig gepubliceerd in 1876 door Butler.